# Odlewnia w Koluszkach
Odlewnia w Koluszkach – zakład odlewniczy, powstały w Koluszkach w 1976 roku. Odlewnia działalność rozpoczęła jako filia zakładu Ponar-Jotes pod nazwą: Fabryka Szlifierek „Ponar-Łódź” Zakład nr 3 w Koluszkach.
Zakład został zbudowany i w pełni wyposażony przez amerykańską firmę Swindell-Dressler. Odlewnia rozpoczynała swą karierę będąc jednym z największych i najnowocześniejszych tego typu zakładów w Polsce.
Po usamodzielnieniu działała pod nazwą Odlewnia Żeliwa „Koluszki”.
Specjalnością koluszkowskiego zakładu jest produkcja odlewów dla przemysłu obrabiarkowego, maszynowego, motoryzacyjnego hydrauliki siłowej. Formy odlewnicze i rdzenie wykonywane są z mas chemoutwardzalnych piaskowych na bazie żywic furanowych.
We wrześniu 1980 roku powołano w zakładzie NSZZ „Solidarność”. W reakcji na wprowadzenie w kraju stanu wojennego w dn. 14 grudnia 1981 związkowcy pod przywództwem Wojciecha Pietrzaka podjęli trwający 12 godzin strajk okupacyjny. Odlewnia Żeliwa „Koluszki” była wówczas jedynym strajkującym zakładem w sporej okolicy. Po delegalizacji „Solidarności” część związkowców podjęła działalność podziemną. Opozycjoniści zajmowali się drukiem i kolportażem wydawnictw niezależnych na terenie Koluszek. Grupę rozbiła Służba Bezpieczeństwa w 1984 roku. Pod zarzutem „lżenia naczelnych władz państwowych” oraz „próby obalenia ustroju siłą”, aresztowano i uwięziono liderów podziemnej „Solidarności”: Grażynę Krzętowską, Wojciecha Pietrzaka, Romana Lejmana i Bogdana Malkę.
We wrześniu 1996 roku odlewnię nabyła grupa kapitałowa Metalexport, która zmieniła nazwę zakładu na „Metalexport – Odlewnia Koluszki Co. Ltd”.
W 2004 roku odlewnia została kupiona przez belgijskie przedsiębiorstwo „Haco” i zaczęła działać jako spółka Koluszki Foundry and Machinery.
W chwili obecnej w budynku administracyjnym przejętym od odlewni mieści się siedziba Urzędu Miejskiego, którą przeniesiono z budynku przy ul. Brzezińskiej.
Od lipca 2018 roku spółka jest w upadłości likwidacyjnej, co oznacza już całkowity koniec historii Odlewni Żeliwa w Koluszkach. 